# A un paso de mí
A un paso de mí es una película dramática costarricense, dirigida por José Mario Salas Boza. Fue estrenada el 10 de septiembre de 2021.

## Argumento
Tatiana, una periodista que atormentada por su realidad actual, decide emprender un viaje por Costa Rica para encontrar la paz y buscar la felicidad que tanto anhela.

## Reparto
- Johanna Solano como Tatiana Valle
- Esteban Hidalgo como Jason
- Gustavo Rojas como Juan Carlos
- Flor Urbina como Elena
- Verónica Suárez como Raquel
- Wilbert Salazar como Manuel
- Stefano Rucci como Franco
- David Cambronero como Rogelio
- Juan Carlos Castillo como Ismael
- Sophía Umaña como Natalia
- Juan Luis López Valverde como padre de Tatiana
- Jesús López Sáenz como Alonso
- Juan Luis Chacón
- Cosimo Nocella como repartidor de Food Studio
- Brian Standí como recepcionista Wyndham Tamarindo